# Wielka Emigracja

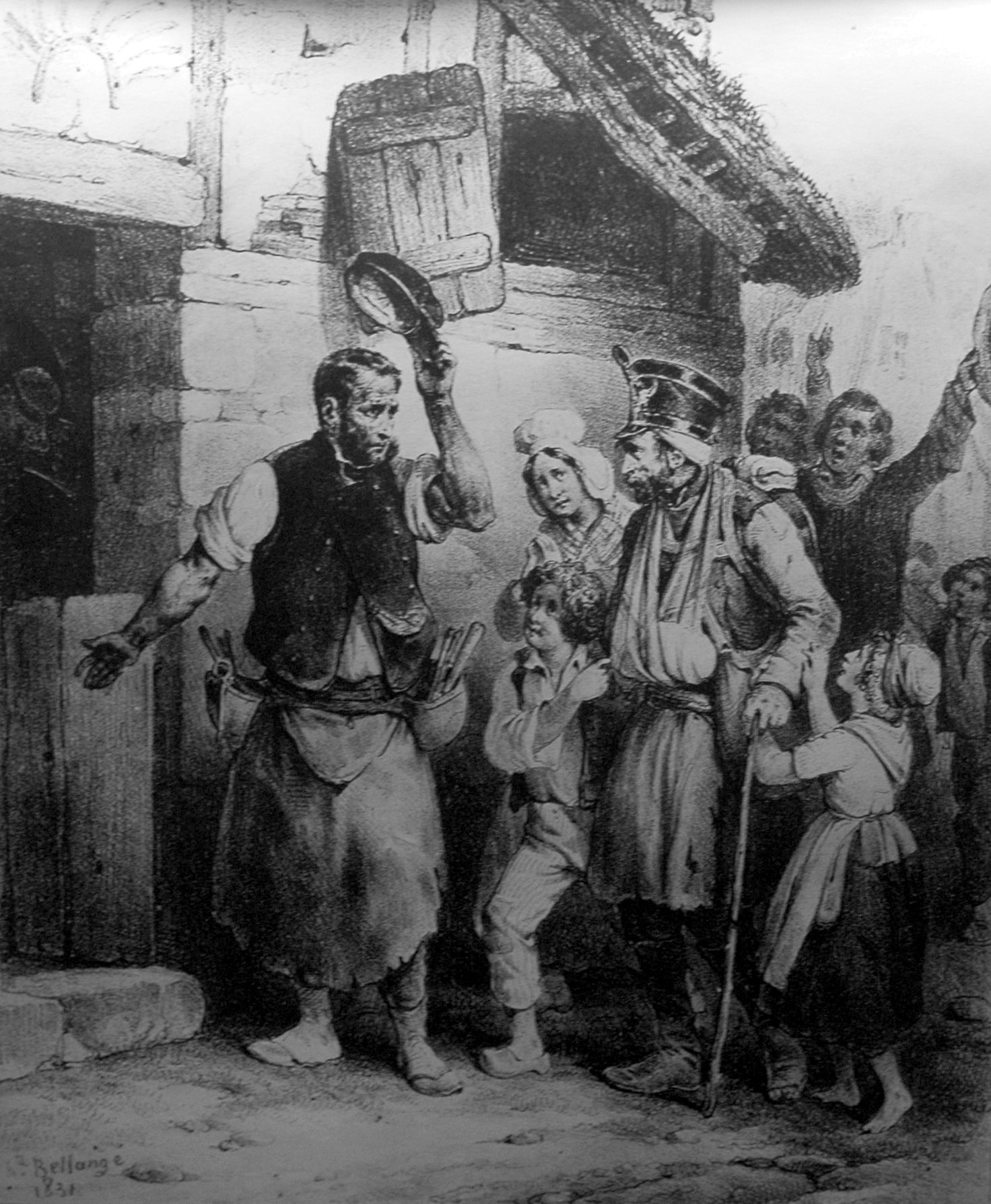
XIX-wieczna grafika przedstawiająca scenę przyjęcia polskiego emigranta we Francji

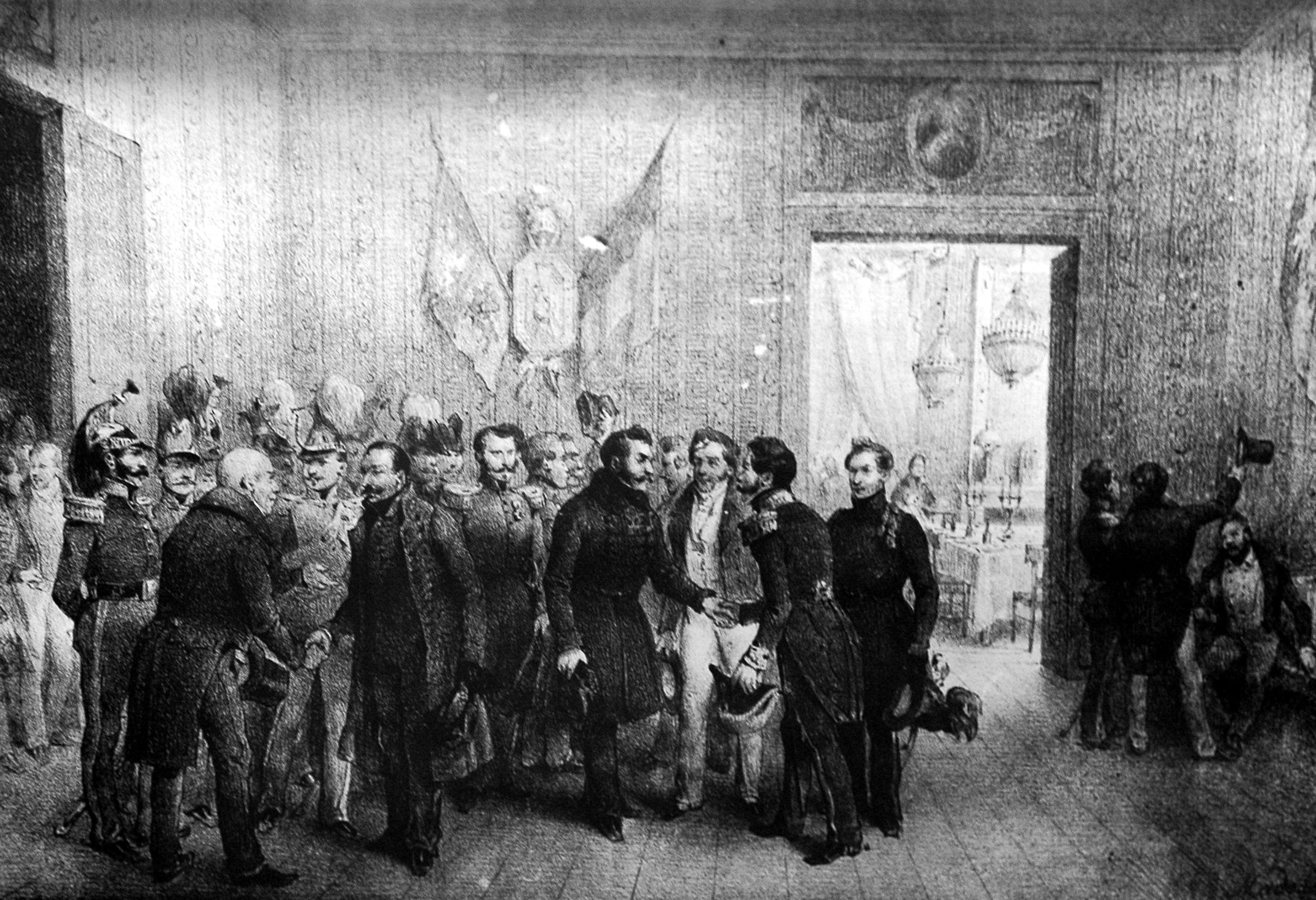
XIX-wieczna grafika przedstawiająca scenę powitania polskich emigrantów w Belgii

Wielka Emigracja – ruch emigracyjny polskiej ludności w pierwszej połowie XIX wieku. Emigracja miała podłoże patriotyczno-polityczne, a bezpośrednią przyczyną był upadek powstania listopadowego w 1831 roku.
Wielka Emigracja była jednym z największych ruchów emigracyjnych ówczesnej Europy.

## Emigranci
Do emigrantów należeli głównie szlachta, żołnierze powstańczy, członkowie Rządu Narodowego, politycy, pisarze, artyści, inteligencja. W późniejszym czasie dołączyli do nich także inni uchodźcy, głównie z zaboru rosyjskiego. Ośrodkiem emigrantów była Francja (głównie Paryż), pomniejsze znajdowały się też w innych krajach. Wśród emigrantów byli: Adam Mickiewicz, Juliusz Słowacki, Józef Bem, książę Adam Jerzy Czartoryski, Bonawentura Niemojowski, Teodor Morawski, Ernest Malinowski, Zygmunt Krasiński, Fryderyk Chopin, Maurycy Mochnacki i inni.

## Historia Wielkiej Emigracji

### Początki
Historia Wielkiej Emigracji rozpoczyna się jeszcze w czasie trwania powstania listopadowego. Od lipca do października 1831 roku, pojedyncze, a potem coraz liczniejsze polskie oddziały oraz zgrupowania wojskowe, osaczane przez Rosjan zmuszone były do przekraczania granic z Prusami lub Austrią i do składania tam broni. Po upadku Warszawy odwrót objął także główne siły polskie oraz cywilów – przede wszystkich członków władz (rządu, sejmu) oraz działaczy politycznych. W październiku 1831 roku blisko 50 tysięcy powstańców po opuszczeniu Królestwa Polskiego znalazło się na terytorium Prus (ok. 30 tys.) i Austrii (ok. 20 tys.).
Dla Prus i Austrii sytuacja stawała się kłopotliwa. Z jednej strony nie mogli otwarcie wystąpić przeciwko powstańcom, ze względu na opinię publiczną, która w tym okresie była przychylna sprawie Polaków. Z drugiej strony zdawali sobie sprawę jakie ryzyko dla absolutystycznych rządów tych krajów powoduje obecność polskich żołnierzy na ich ziemiach, na których od dawna panował nastrój rewolucyjny. Starali się więc możliwie najbardziej unieszkodliwić armię powstańców.
Przede wszystkim wszyscy żołnierze zostali rozbrojeni. Następnie oddzielano oficerów od żołnierzy. Austriacy umieścili żołnierzy w twierdzach na terenie Siedmiogrodu. Z kolei oficerów w Styrii, później część z nich przeniesiono do Moraw a reszta rozeszła się po dworkach szlacheckich. Prusacy oficerów umieścili w zamku w Golubiu, a żołnierzy rozlokowali w obozach w Elblągu, Malborku, Sztumie, Tczewie, Kwidzynie, Tolkmicku oraz w okolicznych wsiach. O ile bogatsi żołnierze i oficerowie mieli warunki znośne, o tyle zwykli stłoczeni w obozach żołnierze cierpieli głód i narażeni byli na szykany.
Kiedy więc 1 listopada 1831 roku car Mikołaj I ogłosił amnestię, wielu Polaków tęskniących za domem lub zwiedzionych rosyjskimi obietnicami łaski, zdecydowało się na powrót do kraju. Wielu z nich trafiło później na Sybir lub powędrowało na Kaukaz. Działające w porozumieniu z Rosjanami władze Prus i Austrii podejmowały wysiłki, by przekonać opornych lub wahających się Polaków do powrotu pod berło cara. Gdy nie pomagały perswazję stosowano groźby, a niekiedy używano siły. Tak było np. w Tczewie, Elblągu oraz Fiszewie, gdzie żołnierze pruscy użyli broni, w wyniku czego były ofiary.
W wyniku tych działań ogółem na terenie Prus i Austrii pozostało pod koniec 1831 roku blisko 5 tysięcy byłych powstańców. Reszta albo powróciła do Rosji, albo na własną rękę zaczęła przedzierać się na Zachód.

### Opuszczenie Prus i Austrii
O ile już w październiku (jak wspominano powyżej) bogatsi emigranci na własną rękę zaczęli przedzierać się na Zachód, to jednak ruch ten objął głównie wąską grupę polityków, urzędników oraz zamożniejszych cywilów i wojskowych. Problemem politycznym i organizacyjnym było przerzucenie tysięcy internowanych w Prusach i Austrii żołnierzy. Zadania tego podjął się Józef Bem. Pragnął on skupić we Francji około 10 tysięcy żołnierzy jako kadry przyszłych legionów, które miały kontynuować walkę w przyszłości. Żeby tego dokonać należało przeprowadzić tysiące polskich żołnierzy przez kraje niemieckie. Czas naglił, gdyż coraz więcej żołnierzy i oficerów, pod naciskiem, albo dobrowolnie, decydowała się na powrót pod władzę cara.
By zdobyć potrzebne środki finansowe, Józef Bem pozakładał na terenach państw niemieckich liczne Komitety Przyjaciół Polski, które działały na terenie planowanej trasy przemarszu emigrantów od Prus, aż po Ren. Z ich pomocą i dzięki wsparciu miejscowej ludności udało się w szybkim czasie zebrać środki na pokrycie kosztów transportu emigrantów.

### Przemarsz przez państwa niemieckie
Pierwsze kolumny Polaków wyruszyły w połowie grudnia 1831 roku. Internowani w Prusach żołnierze wyruszyli trasą przez Elbląg, Malbork, Tczew, Starogard Gdański, Chojnice, Wałcz, Gorzów Wielkopolski, Kostrzyn nad Odrą, a dalej przez Lubin, Torgau do granicy z Saksonią, stamtąd przez Lipsk, Eisenach, Frankfurt nad Menem do granicy francuskiej we wsi Lauterbourg. Internowani w Austrii wyruszyli z Moraw przez Czechy do granicy bawarskiej. Dalej trasa prowadziła przez Norymbergę i Würzburg w Bawarii, Heilbronn w Wirtembergii do Strasburga, albo przez Ratyzbonę i Augsburg w Bawarii, Ulm, Stuttgart, Tybingę w Wirtembergii oraz Fryburg Bryzgowijski w Badenii do Strasburga lub do granicy szwajcarskiej przez Szafuzę i Bazyleę do Francji. Z tych głównych tras często zbaczano, zwłaszcza indywidualnie i w małych grupkach, które ciągnęły także od Prus przez Hanower na Belgię.
Austriacy odstawiali powstańców do granicy z Bawarią pod eskortą wojskową, z kolei kolumnom wyruszającym z Prus towarzyszył oficer, który był odpowiedzialny za prawidłowy przebieg wymarszu. Pochodu pilnowała pruska żandarmeria. Na terenach pruskiej Brandenburgii nie brak było oznak wrogości ze strony niemieckiej ludności.
Z chwilą przekroczenia granic pruskich i austriackich, koszty dalszej podróży podjęły lokalne Komitety Przyjaciół Polski. Polacy, którzy do tej pory cierpieli nędzę i upokorzenia, witani byli przez Niemców z sympatią i entuzjazmem. Niemiecka ludność, która coraz gorzej znosiła absolutystyczne rządy we własnych krajach patrzyła z podziwem na żołnierzy, którzy wystąpili przeciwko potężnemu despotycznemu carowi Rosji. Toteż od samej granicy we wszystkich mijanych krajach Polacy doznawali wielu dowodów przyjaźni i gościnności. Szczególnie w mieście Lipsk w Saksonii, gdzie od listopada 1831 działał „Związek Wsparcia dla Potrzebujących Polaków”. Wjazd Polaków do miasta odbył się w asyście honorowej wojska saskiego i gwardii mieszczańskiej. Tłum mieszkańców różnych stanów społecznych wiwatował „Niech żyją Polacy” przy dźwiękach armat i salw honorowych artylerii. Podobne sceny powtarzały się w innych miastach na całej trasie marszu przez Niemcy. Przed Polakami stały otworem najlepsze hotele i domy prywatne. Na ich cześć urządzano bale i wieszano transparenty: „Jeszcze Polska nie zginęła, póki żyją Niemce”. W Gocie wystąpił paradnie miejscowy garnizon, a oficerów przyjęto w książęcym pałacu. We Frankfurcie nad Menem wybito szyby w rosyjskiej ambasadzie.
Ten entuzjazm tłumu wywołał zaniepokojenie konserwatywnych rządów tychże krajów niemieckich. Rządy te pod wpływem dyplomacji Austrii, Prus i Rosji, a częściowo z własnej inicjatywy starały się ograniczać pro-polskie manifestacje. W 1832 roku, kiedy opadł już entuzjazm ludności, władze Saksonii odmówiły Polakom prawa pobytu w Dreźnie, a wiosną tegoż roku zamknęły przed nimi granice kraju. Wkrótce podobnie uczyniły Wirtembergia i Bawaria.
Entuzjazm zwykłych obywateli Niemiec witających polskich powstańców był swego rodzaju wyrazem opozycji liberalno-demokratycznej i stał się ważnym czynnikiem umacniającym patriotyzm ogólno-niemiecki. Pro-polskie stowarzyszenia przekształciły się rychło w kluby polityczne, które podejmować zaczęły walkę w imię wolności i demokracji przeciwko własnym autorytarnym rządom.

### Osiedlenie się emigrantów we Francji
Zgodnie z planem Józefa Bema, większość emigrantów osiedliła się we Francji. Pierwsi polscy emigranci pojawili się tam już w październiku 1831 roku. Byli to głównie przedstawiciele władz oraz bogaci cywile i wojskowi. Od stycznia z krajów niemieckich napływać zaczęły fale emigrantów. Także i we Francji podobnie jak w Niemczech powstańcy witani byli entuzjastycznie i z honorami, często w asyście wojska i gwardii narodowej z licznym udziałem mieszkańców.
Stopniowo jednak znikały powitalne komitety, a powstańcy stanęli wobec perspektywy osiedlenia się i znalezienia środków do życia. Francja Ludwika Filipa, z jednej strony nie mogła odmówić przyjęcia emigrantów ze względu na opinię publiczną, z drugiej strony nie chciała wywoływać konfliktu z Rosją, Austrią i Prusami. Zdecydowano najpierw zgromadzić przybyłych żołnierzy polskich w zakładzie (dépôt) w Avignonie. W marcu 1832 było już ich tam 1200 osób. Wówczas zaczęto tworzyć nowe zakłady w Besançon, Châteauroux, Bourges i Le Puy, Bergerac, Salins i kilka pomniejszych. W Châteauroux mieścił się też dépôt dla emigrantów-cywilów, ale nie odegrał większej roli z powodu małej liczby mieszkających w nim osób. Zakłady te liczyły około 300 osób. Każdy miał wewnętrzną organizację. Ogół emigrantów wyłaniał w drodze równych, bezpośrednich i powszechnych wyborów władze samorządowe: „Radę Polaków” lub „Radę wojskową”.
Początkowo wobec napiętej sytuacji w Europie, władze francuskie liczyły się z możliwością użycia zgromadzonych w zakładach żołnierzy jako wojsk posiłkowych w możliwej wojnie. Kiedy jednak sytuacja międzynarodowa zaczęła się stabilizować, Francuzi stracili zainteresowanie dla idei legionów polskich. Wiosną 1833 władze przystąpiły do likwidacji zakładów przenosząc Polaków do blisko 100 miejscowości prowincjonalnych, gdzie utworzono niewielkie kolonie liczące najwyżej kilkadziesiąt osób. Zachowano jednak rządowe zasiłki, do których prawo miał każdy uznany za emigranta politycznego, a które zwano potocznie żołdem. Jednak na mocy rozporządzenia z 21 lutego 1832 zmniejszono ów żołd o połowę, co spowodowało, że większość byłych powstańców znalazła się w ciężkiej sytuacji materialnej. Wielu z nich podejmowała różne prace dorywcze. Jednak emigranci wierzyli, że ich problemy są tylko przejściowe i że wkrótce znów wrócą by walczyć o wolną Polskę. Dlatego z utęsknieniem czekali na wojnę lub rewolucję.
W 1832 we Francji żyło 5472 polskich emigrantów. Liczba ta z czasem się zmniejszała, głównie wskutek śmierci. Na dzień 1 stycznia 1838 we Francji żyło 5128 polskich emigrantów.
Oprócz Francji, część byłych powstańców listopadowych osiedliła się też, choć w mniejszej liczbie, w krajach niemieckich, Belgii (ok. 200 osób), Wielkiej Brytanii (ok. 700 osób), Szwajcarii (ok. 50 osób), Skandynawii, a nawet w Stanach Zjednoczonych, Turcji i Algierii.

## Ugrupowania polityczne Wielkiej Emigracji

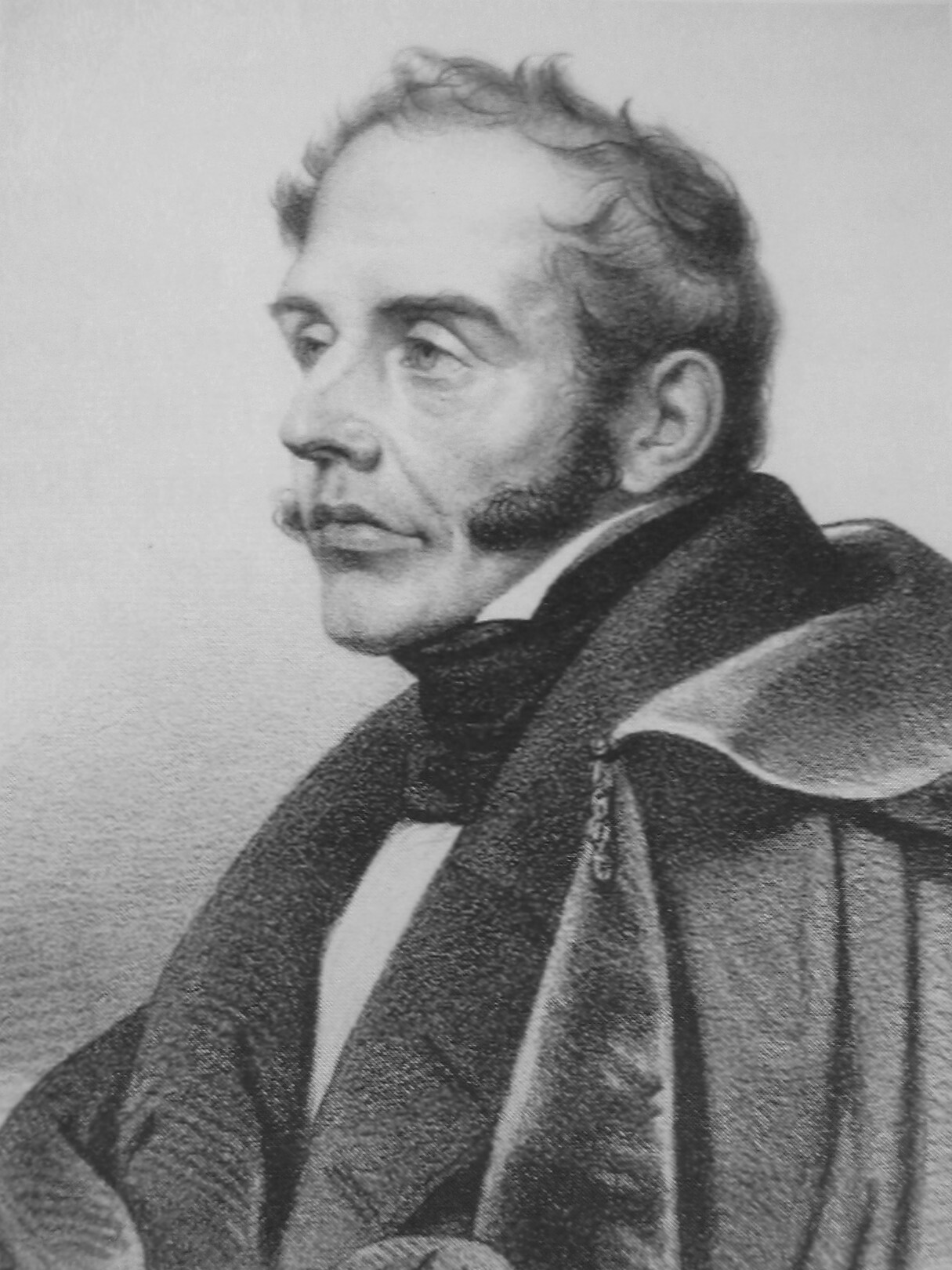
Bonawentura Niemojowski

6 listopada 1831 w Paryżu kaliszanie założyli Komitet Tymczasowy Emigracji Polskiej, pierwsze ugrupowanie polityczne Wielkiej Emigracji; prezesem komitetu został Bonawentura Niemojowski, ostatni prezes powstańczego Rządu Narodowego. Komitet, atakowany przez publicystów działaczy byłego warszawskiego Klubu Patriotycznego, m.in. przez Maurycego Mochnackiego za programową „niepolityczność”, rozwiązał się po powołaniu Komitetu Narodowego Polskiego.
Od pierwszych dni emigracji dyskutowano zawzięcie o przyczynach upadku powstania listopadowego, nad dalszą walką o niepodległość i nad kształtem przyszłej Polski. Od razu doszło też do rozłamu na konserwatywną prawicę i demokratyczną lewicę.

### Nurt demokratyczny: Leleweliści

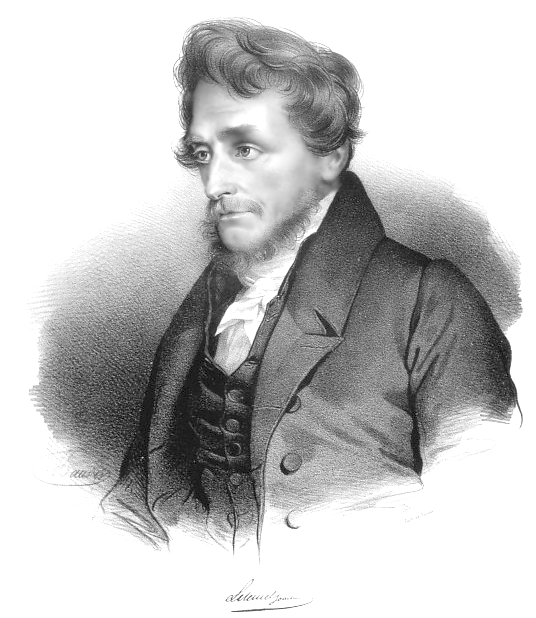
Joachim Lelewel

Organizacją o charakterze demokratycznym był Komitet Narodowy Polski (KNP), działający pod kierownictwem historyka Joachima Lelewela. Należeli do niego przede wszystkim dawni działacze lewego skrzydła Towarzystwa Patriotycznego z czasów powstania. Organizacja nie miała wykrystalizowanego programu społecznego. Mówiono w niej o walce wszystkich warstw społecznych pod kierunkiem patriotycznej szlachty. Nie przedstawiono wyraźnego programu w sprawie włościańskiej. Natomiast podkreślano silnie republikanizm Komitetu. W łonie emigracyjnej lewicy toczyła się walka o ocenę powstania i o zarysowanie politycznego oblicza i programu demokratycznego skrzydła emigracji. W marcu 1832 doszło do rozłamu w Komitecie. Grupa lewicowa z Tadeuszem Krępowieckim na czele, podkreślająca konieczność ścisłego związku walki o niepodległość Polski z walką o obalenie stosunków feudalnych i uwłaszczeniem chłopów, porzuciła KNP i utworzyła 17 marca 1832 Towarzystwo Demokratyczne Polskie (TDP). Lelewel nie zrezygnował jednak z prób utrzymania kierownictwa nad polską lewicą emigracji. Zmuszony przez policję do opuszczenia Francji osiedlił się w Brukseli, skąd kierował swym obozem, który stał się swoistym centrum między lewicowym TDP a prawicowym obozem księcia Czartoryskiego. Korzystając ze swoich kontaktów z organizacjami karbonariuszy, założył tajną organizację Zemsta Ludu, która podjęła nieudaną próbę wywołania powstania na terenie Królestwa Polskiego pod wodzą Józefa Zaliwskiego. W latach 1834–1836 działała, pod kierownictwem Lelewela, organizacja Młoda Polska, będąca oddziałem międzynarodowej organizacji rewolucyjnej Młoda Europa.
Wszystkie organizacje lelewelowskie miały program republikański, zakładający walkę całego narodu o niepodległość i o nieokreślone bliżej przeobrażenia demokratyczne. Mówiono wprawdzie o uwłaszczeniu chłopów, ale dominowały akcenty „zgody narodowej”, solidaryzmu społecznego, współpracy szlachty z ludem. Podkreślano więź łączącą z rewolucyjnymi organizacjami innych ludów Europy.

### Nurt demokratyczny: Towarzystwo Demokratyczne Polskie
„Mały Manifest TDP” opublikowany w 1832 stanowił pierwszy program tej organizacji. Mówił on nie tylko o odbudowie niepodległego państwa polskiego, lecz także, choć nie całkiem jasno o konieczności wyzwolenia chłopów i oddania im ziemi na własność. Już na początku istnienia TDP rozgorzały w nim ostre spory wewnętrzne. W ich wyniku od organizacji oddzieliła się grupa lewicowych działaczy. Reszta Towarzystwa, stanowiąca zresztą znaczną jego większość, choć także wewnętrznie podzieloną na nurt lewicowo-demokratyczny i liberalny, budowała dalej organizację, która w latach 40. XIX wieku stała się najważniejszą formacją polityczną emigracji. Organizacją kierowała tzw. Centralizacja, a samo TDP pracowało w sekcjach terytorialnych. Ważniejsze problemy polityczno-ideowe poddawano ogólnej dyskusji. Czołowym działaczem był Wiktor Heltman, autor programu organizacji.
Głównym aktem politycznym TDP, jego ogólnym programem i wytyczną działania był tzw. „Wielki Manifest” uchwalony w 1836 roku, w mieście Poitiers. Głosił on, że sam naród polski zadecyduje o odzyskaniu niepodległości. Polska odrodzona ma być republikańska i demokratyczna. Pańszczyzna będzie zniesiona, a chłopi otrzymają ziemię na własność. Choć nie napisano tego wprost, z dokumentu wynikało, że nie obdzieli się ziemią bezrolnych chłopów. Wywołało to sprzeciw nurtu lewicowego TDP, który uważał, że bezrolni powinni otrzymać ziemię obszarników, co powodowało nieustanne spory z nurtem liberalnym TDP.

### Nurt rewolucyjny: Gromady Ludu Polskiego
Podczas obchodu drugiej rocznicy powstania listopadowego Tadeusz Krępowiecki wygłosił w Paryżu przemówienie, w którym stwierdził, że szlachta ponosi winę za upadek Rzeczypospolitej w XVIII wieku. Potępił ucisk pańszczyźniany, oraz orzekł, że przyszłe powstanie będzie miało charakter nie tylko niepodległościowy, ale i antyfeudalny, czyli będzie rewolucją ludową. Przemówienie to wywołało potępienie większości emigrantów, tym bardziej, że jego autor pochwalił rzeź szlachty jaka miała miejsce w okresie koliszczyzny. Jednak Krępowiecki znalazł zwolenników w osobach emigrantów-chłopów, którzy po ciężkich przejściach w pruskich twierdzach (m.in. w Grudziądzu) przedostali się na zachód i osiedlili w Anglii. Brytyjski rząd wypłacał im skromne zapomogi. W Portsmouth rychło powstała sekcja Towarzystwa Demokratycznego Polskiego, jednak w 1835 roku, chłopscy działacze wystąpili z TDP tworząc Gromadę Grudziąż Ludu Polskiego. W tym samym czasie inna sekcja TDP na wyspie Jersey powołała do życia „Gromadę Humań” (nazwa nawiązywała do powstania chłopów ukraińskich w 1768 roku). Tak rozpoczęła działalność organizacja zwana Gromady Ludu Polskiego. Ideologami byli Krępowiecki, Aleksander Pułaski i Stanisław Worcell. Gromadzianie dążyli do całkowitego zniesienia własności obszarniczej i obcej okupacji na drodze powstania zbrojnego, które miało być równocześnie rewolucją agrarną likwidującą ucisk narodowy i społeczny. Uważali, że ziemia należeć powinna do całego ludu, a tylko na czasowe użytkowanie ma być przekazywana chłopom przez gminy.
Wszystkie ugrupowania emigracyjne ostro zwalczały Gromady, za zbyt radykalne poglądy. Z kolei członkowie Gromad odcinali się od szlacheckiej Polski konserwatystów, a demokratów oskarżali o zdradę ideałów demokratycznych. Dość szybko w ideologii Gromad zaszły zmiany, osłabły akcenty rewolucyjne a przeważać zaczęły religijno-mistyczne (wpływy tzw. chrześcijanizmu socjalistycznego). Było to wynikiem izolacji członków Gromad na terenie Anglii, gdyż liczni przeciwnicy chłopskich „wywrotowców” odcinali im kontakt z krajem i emigracją. W 1846 roku Gromady ponownie połączyły się z Towarzystwem Demokratycznym Polskim wskutek wydarzeń w kraju (rewolucja krakowska).

### Obóz konserwatywno-arystokratyczny: Hotel Lambert

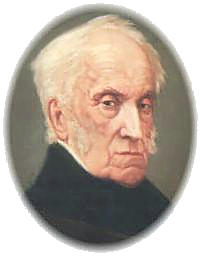
Adam Jerzy Czartoryski

Ugrupowanie prawicowe, zwane od paryskiej siedziby ich przywódcy Adama Jerzego Czartoryskiego. Hôtel Lambert opierało się na arystokracji i ziemiaństwie. Czartoryski chciał Polski niepodległej i konstytucyjnej, lecz zarazem monarchistycznej i dalekiej od demokratyzmu. Stopniowo i wolno wprowadzane reformy, m.in. w sprawie chłopskiej miały załagodzić konflikty społeczne, a klasom posiadającym zapewnić trwałe przewodnictwo w narodzie i odzyskanym państwie. Czartoryski, jako polityk i znawca dyplomacji, stawiał w swojej polityce na pomoc i interwencje rządów europejskich, nie zaś na poparcie i solidarność ludów, na które liczyły ugrupowania demokratyczne. Pragnął wygrać ewentualne konflikty Anglii lub Francji z Rosją. Jego emisariusze starali się pomóc Węgrom, ludom Bałkanów i Kaukazu w walce przeciw Rosji i Austrii, przy zachowaniu jednak kontroli nad tymi ruchami przez klasy posiadające. Główne pola działalności Hotelu Lambert stanowiły zabiegi dyplomatyczne i zwalczenie rewolucyjnej propagandy w kraju i na emigracji, a także popieranie polskiego piśmiennictwa i kultury.

## Związki emigrantów z Krajem
Emigranci, choć wiele lat żyli poza Polską, starali się utrzymać z nią stałe i wielostronne stosunki. Nie istniał zresztą nigdy moment, kiedy poszczególne jednostki i grupy emigrantów czasowo lub na stałe nie wracały do kraju, a inne z Polski nie przedostawały się za granicę.
Emigracyjne organizacje niepodległościowe utrzymywały kontakty i organizowały spiski krajowe poprzez wysłanników zwanych emisariuszami. Napływali oni na ziemie polskie przez cały okres lat 30. i 40. XIX wieku. Najaktywniejsze były w latach 30. organizacje lelewistów, a w latach 40. Towarzystwa Demokratycznego Polskiego. Emigracja korzystając z dorobku myśli politycznej Zachodu, przekazywała swoje doświadczenia krajowemu środowisku politycznemu, działającemu w trudnych warunkach nielegalności, policyjnego ucisku i ostrej cenzury.
Wraz z upływem lat emigracja zaczęła stopniowo odrywać się od spraw krajowych. Kraj działający samodzielnie wychował wielu własnych działaczy i myślicieli politycznych. Najbardziej twórczy okres Wielkiej Emigracji, kiedy żyła ona życiem kraju, to lata 1832-1846. Później starzejące się i wykruszające wychodźstwo, które już domyślało się, że nigdy nie powróci do wyzwolonego kraju straciło swą prężność i wpływy. Nowy zastrzyk sił wniosła tzw. „Młoda Emigracja” po 1848 roku, a także wychodźstwo postyczniowe.

## Życie umysłowe i rozkwit kultury narodowej na Emigracji

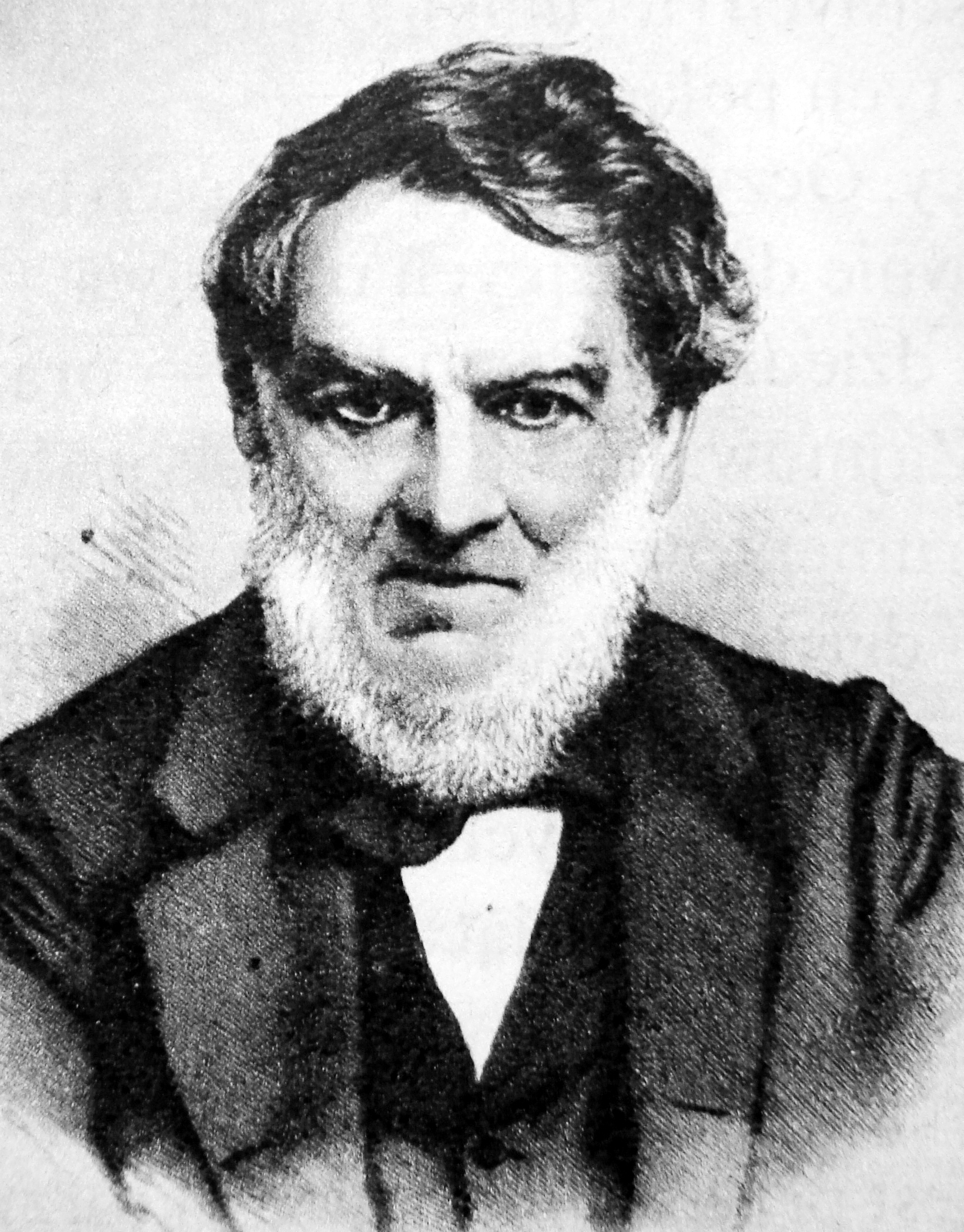
Jan Józef Baranowski, najsławniejszy wynalazca z grona Wielkiej Emigracji; wynalazł m.in. semafor, kasownik do biletów oraz gazomierz

Na zachodzie Europy, głównie we Francji, w warunkach wolności słowa rozkwitło polskie piśmiennictwo, publicystyka polityczna i wielka poezja romantyczna. We Francji tworzyli m.in. Adam Mickiewicz, Juliusz Słowacki, Zygmunt Krasiński, Cyprian Norwid. Ich dzieła kształtowały całe pokolenia polskie XIX wieku w duchu umiłowania ojczyzny i postępu. Ogromną rolę w rozwoju ducha narodowego miała muzyka Fryderyka Chopina, czerpiąca natchnienie ze źródeł ludowych. Na ideologię polskiego obozu demokratycznego i na późniejszą historiografię wielki wpływ miała synteza historii polskiej opracowana przez Joachima Lelewela.
Ukazuje się także wiele publikacji o charakterze encyklopedycznym, których zadaniem było popularyzowanie wiedzy o Polsce wśród emigrantów i w społeczeństwach państw ich goszczących. W księgarni i drukarni polskiej w Paryżu, w l. 1833-1838, wydano dzieło pt. „Polska w kształcie dykcjonarza historyczno-statystyczno-geograficznego, opisana przez Jędrzeja Sławaczyńskiego”. Był to rodzaj małego słownika geograficznego Polski z podanymi dodatkowo wiadomościami historycznymi. Również w Paryżu w l. 1835-1842 wyszła w języku francuskim publikacja pt. „La Pologne Historique, Littéraire, Monumentale et Pittoresque...”. Wydawnictwo to przybliżało Francuzom polski dorobek cywilizacyjny.
Na emigracji wydawano wiele czasopism i periodyków, m.in.: „Le Polonais”, „Kraj i Emigracja”, „Trzeci Maj”, „Czwarty Maja”, „Piąty Maja”, „Szósty Maja”, „Wiadomości Polskie”, „Pielgrzym Polski”, „Ideologia Towarzystwa Demokratycznego Polskiego”, „Postęp”, „Demokrata Polski”, „Pismo TDP”, „Pszonka”, „Przegląd Dziejów Polski”, „Polska Chrystusowa”, „Zjednoczenie”, „Zbratnienie”.
Podobnie jak w sferze politycznej, także i w kulturze emigracyjnej nastąpiło przesilenie w latach 50., wraz ze śmiercią twórców polskiej kultury.
Sławnym wynalazcą z grona Wielkiej Emigracji był Jan Józef Baranowski. Był on autorem wielu wynalazków z dziedziny kolejnictwa, łączności, rachunkowości oraz maszyn liczących, w tym m.in. semafora, kasownika do biletów i gazomierza. W 1835 roku Józef Bem założył Towarzystwo Politechniczne Polskie w Paryżu, był także słuchaczem paryskiej Szkoły Dróg i Mostów. Znanym działaczem politycznym z grona Wielkiej Emigracji, który wniósł duży wkład na zachodzie w dziedzinie techniki był Antoni Patek. Założył on w Szwajcarii firmę Patek Philippe & Co., która jako pierwsza na świecie rozpoczęła produkcję zegarków kieszonkowych na skalę przemysłową.
Wybitnym inżynierem z tego grona był również działający we Francji oraz Hiszpanii Tomasz Franciszek Bartmański, a także inżynier Kazimierz Stanisław Gzowski budowniczy mostów, portów oraz sieci kolei i dróg w Kanadzie.

## Prasa Wielkiej Emigracji
Istniało kilka czynników, które przyczyniły się do powstawania prasy na Wielkiej Emigracji. Przede wszystkim sprzyjali temu rozpolitykowani uchodźcy uciekający po nieudanym powstaniu. Prowadzili bogate życie organizacyjno-polityczne i nieustanne spory ideowe. Mnóstwo osób sprawnie posługiwało się piórem (wśród emigrantów byli: pisarze, publicyści, artyści, uczeni). Wzorcem dla nich była przodująca w świecie prasa francuska i angielska. Szacunkowo w latach 1832–1862 powstało 120 czasopism. Wiele z nich to efemerydy lub krótkie broszurki i druczki.
Czasopisma służyły w zdecydowanej większości określonym orientacjom politycznym. Na ich łamach wypracowywano a następnie upowszechniano systemy poglądów objaśniających przyczyny upadku państwa polskiego i powstań narodowych, ustalano drogi wywalczania niepodległości i określano przyszły kształt Polski niepodległej. Nie zapominano o poświęcaniu miejsca do prezentowania bieżących wydarzeń w kraju, na emigracji, w Europie. Obok tego publikowano zażarte polemiki. Pism społeczno-politycznych, będących trzonem prasy wychodźczej, było ponad pół setki. Najważniejsze to: „Pamiętnik Emigracji”, „Nowa Polska”, „Pielgrzym Polski”, „Demokrata Polski”, „Trzeci Maj”, „Wiadomości Polskie”. Z racji braku dziennika czy czasopisma wychodzącego kilka razy w tygodniu o aktualnych wydarzeniach (szczególnie zachodzących wśród emigracji) informował tylko tzw. mały „Pielgrzym Polski” oraz „Tygodnik Emigracji Polskiej”. Najdłużej wydawanym pismem satyrycznym był „Pszonka”. Teksty poetyckie i pieśni związane z powstaniem listopadowym drukowane były w „Bardzie Nadwiślańskim nad Brzegami Duransy i Rodanu”.  Inne czasopisma charakteryzowały się wydawaniem krytyki literackiej („Młoda Polska, Wiadomości Historyczne i Literackie”), pisarstwem naukowym i fachowym („Słowianin” – tematyka wojskowo-historyczna, „Przegląd Dziejów Polskich” – problemowo dobierane teksty źródłowe i wyciągi z rozpraw historycznych, „Gospodarz Wiejski i Miejski”).
Emigranci wydawali też czasopisma obcojęzyczne, po francusku i angielsku. Najczęściej były to popularne magazyny lub periodyki naukowe. Miały informować cudzoziemców o sprawach polskich w sposób zapewniający przychylność. Takich czasopism było ok. 30. Pierwszym tego rodzaju czasopismem był „Polnische Miszellen” wydany w Norymberdze w roku 1832. W czasie Wiosny Ludów szczególnie wyróżniała się „La Tribune des Peuples” A. Mickiewicza. Emigranci polscy zasiadali również w redakcjach obcych czasopism i mieli na nie wpływ.
Wydawnictwa prasowe ukazywały się głównie we Francji. Najważniejszym ośrodkiem był Paryż, gdzie powstało 70 polskich czasopism. Innymi ważnymi ośrodkami wydawniczymi były Awinion, Poitiers, Strasburg, Wersal, a poza Francją: Londyn i Bruksela. W rezultacie ciężkich warunków związanych z wydawaniem czasopism (nieprzychylne władze, koszty drukarskie) nie liczono się z opinią ogółu i bezkompromisowo publikowano odważne teksty swych redaktorów. Dzięki temu uzyskiwano śmiałość i różnorodność koncepcji ideowych, politycznych itp. Redakcje czasopism były kilkuosobowe, rzadziej jednoosobowe. Redaktorzy nie utrzymywali się ze swej pracy dziennikarskiej. Poziom publicystyki był na ogół bardzo wysoki. Prezentowano bogate rozważania z dziedziny myśli politycznej, co przyczyniało się do rozwoju polskiej ideologii demokratycznej. Na łamach czasopism emigracyjnych wypowiadała się prawie cała ówczesna elita intelektualna narodu. Stąd wiele czasopism było przeładowanych polemikami. Innymi zauważalnymi wadami była niekiedy rozwlekłość i  niejasność wyrażania myśli. Formy publicystyczne jakie zwykle stosowano to: rozprawy na tematy polityczne i  ideologiczne, polemiki skierowane przeciw innemu czasopismu emigracyjnemu, rozważania na temat historii, filozofii, wojskowości, spraw społecznych lub ekonomicznych, odezwy, poezje, recenzje dzieł literackich lub naukowych, listy do redakcji, ogłoszenia i wiadomości bieżące. Prenumerata czasopism była bardzo droga ze względu na koszty wydawania (dobry papier, małe nakłady, rzemieślnicze sposoby druku, konieczność odlewania polskich czcionek).
Prasa polska na emigracji załamała się znacznie po klęsce Wiosny Ludów. Nigdy nie przestała istnieć, ale jej znaczenie malało z roku na rok.